# Гелиоцентрическая система мира
Гелиоцентри́ческая систе́ма ми́ра (гелиоцентри́зм) (от др.-греч. ἥλιος  — солнце и κέντρον — центр) — представление о том, что Солнце является центральным небесным телом, вокруг которого обращаются Земля и другие планеты. Возникла в противовес геоцентрической системе мира в античности, но получила широкое распространение в XVI—XVII веках.
В гелиоцентрической системе Земля предполагается обращающейся вокруг своей оси за одни звёздные сутки и одновременно вокруг Солнца за один звёздный год. Следствием первого движения является видимое вращение небесной сферы, следствием второго — годовое перемещение Солнца среди звёзд по эклиптике. Солнце считается неподвижным относительно звёзд.

## О понятиях
Гелиоцентрическая система отсчёта — это просто система отсчёта, где начало координат размещено в Солнце. Гелиоцентрическая система мира — это представление об устройстве мироздания. В узком смысле этого слова оно заключается в том, что Солнце расположено в центре Вселенной, а Земля совершает по крайней мере два вида движения: годовое вокруг Солнца и суточное вокруг своей оси; звёзды неподвижны относительно Солнца. Термин «гелиоцентрическая система мира» часто используется в более широком смысле слова, когда Вселенная не обязательно считается ограниченной и имеющей центр. Тогда смысл этого термина заключается в том, что Солнце в среднем неподвижно относительно звёзд. Гелиоцентрическую систему мира можно рассматривать в какой угодно системе отсчёта, в том числе геоцентрической, в которой Земля выбирается в качестве начала координат. В этой системе отсчёта Земля неподвижна, а Солнце вращается вокруг Земли; но система мира все равно остаётся гелиоцентрической, поскольку взаимная конфигурация Солнца и звёзд остаётся неизменной. Наоборот, даже если рассматривать геоцентрическую систему мира в гелиоцентрической системе отсчёта, она по-прежнему будет геоцентрической системой мира, поскольку звёзды будут совершать в ней движение с периодом в один год.

## Планетные конфигурации

### Внешние и внутренние планеты
Планеты солнечной системы делятся на два вида: внутренние (Меркурий и Венера), наблюдаемые только на сравнительно небольших угловых расстояниях от Солнца, и внешние (все остальные), которые могут наблюдаться на любых расстояниях. В гелиоцентрической системе это различие связано с тем, что орбиты Меркурия и Венеры всегда находятся внутри орбиты Земли (третьей от Солнца планеты), в то время как орбиты остальных планет находятся вне орбиты Земли.

### Попятные движения
Попятные движения планет (особенно наглядно наблюдаемые у внешних планет), которые были главной загадкой астрономии с древнейших времён, в гелиоцентрической системе объясняются тем, что угловые скорости планет уменьшаются с увеличением расстояния от Солнца. В результате, когда планета наблюдается в той же части неба, что и Солнце, она совершает видимое движение относительно звёзд в том же (прямом) направлении, что и Солнце: с запада на восток. Однако когда Земля проходит между Солнцем и планетой, она как бы опережает планету, в результате чего последняя движется на фоне звёзд в обратном направлении, с востока на запад. Отсюда следует, что планеты совершают попятные движения вблизи противостояний, когда планеты находятся наиболее близко к Земле и, как следствие, являясь наиболее яркими при наблюдении с Земли.

### Соотношение между синодическими и сидерическими периодами обращений планет; вавилонские периоды
В гелиоцентрической системе устанавливается следующее соотношение между синодическими {\displaystyle S} и сидерическими {\displaystyle T} периодами обращений внешних планет:
{\displaystyle {\frac {1}{S}}={\frac {1}{Y}}-{\frac {1}{T}}},
где {\displaystyle Y} — продолжительность земного (звёздного) года. Отсюда следуют соотношения, эмпирически полученные астрономами Древнего Вавилона (так называемые целевые годовые периоды):
если внешняя планета делает {\displaystyle n} полных оборотов по эклиптике (относительно звёзд) за {\displaystyle m} лет, то за это время проходит {\displaystyle k=m-n} синодических периодов данной планеты ({\displaystyle k}, {\displaystyle m}, {\displaystyle n} — целые числа).
Например, для Марса {\displaystyle k=37}, {\displaystyle m=79}, {\displaystyle n=42}, для Юпитера {\displaystyle k=76}, {\displaystyle m=83}, {\displaystyle n=7}, для Сатурна {\displaystyle k=57}, {\displaystyle m=59}, {\displaystyle n=2}.
С точки зрения геоцентрической системы эти соотношения являются загадкой. Но они автоматически следуют из вышеприведённой формулы, полученной в рамках гелиоцентризма, поскольку по определению {\displaystyle mY=kS} ({\displaystyle m} — это такое целое количество земных лет, за которые планета делает {\displaystyle n} целых оборотов по эклиптике), и величины {\displaystyle k}, {\displaystyle m} и {\displaystyle n} обратно пропорциональны величинам {\displaystyle S}, {\displaystyle Y} и {\displaystyle T} соответственно.

### Расстояния до планет
В гелиоцентрической системе с помощью простых геометрических рассуждений и немногих наблюдательных данных легко определяются отношения средних расстояний от Солнца до планет, что невозможно в рамках геоцентризма. Особенно легко это сделать в предположении круговых концентрических орбит.
Для внутренней планеты достаточно знать её максимальное угловое расстояние от Солнца θ (наибольшую элонгацию). Рассмотрев треугольник SPT (угол SPT — прямой), нетрудно видеть, что
{\displaystyle r=a\,\sin \theta }
(см. рис. справа), где {\displaystyle a} — астрономическая единица (среднее расстояние от Земли до Солнца).
Для внешних планет необходимо из наблюдений определить синодический период планеты {\displaystyle S} и промежуток времени {\displaystyle t} между противостоянием планеты и моментом квадратуры (когда планета видна с Земли под прямым углом к Солнцу). Далее нужно найти с помощью формулы {\displaystyle S^{-1}=Y^{-1}-T^{-1}}, период {\displaystyle T} обращения планеты вокруг Солнца. Зная эту величину, можно найти углы α и β, пройденные планетой и Землёй по своим орбитам за время {\displaystyle t}:
{\displaystyle \alpha ={\frac {360^{\circ }t}{T}}}, {\displaystyle \beta ={\frac {360^{\circ }t}{Y}}}.
Далее, находится угол {\displaystyle \gamma }, под которым видны Земля и Солнце при наблюдении с планеты:
{\displaystyle \gamma =90^{\circ }-\beta +\alpha }
(угол STP прямой, см. рисунок справа). Искомое расстояние оказывается равным
{\displaystyle r={\frac {a}{\sin \gamma }}}.
Именно с помощью таких соображений Коперник впервые вычислил относительные расстояния планет от Солнца.

### Фазы Меркурия и Венеры
Поскольку все планеты светят отражённым светом Солнца, у них должна наблюдаться смена фаз. У Меркурия и Венеры, обращающихся вокруг Солнца внутри орбиты Земли, порядок смены фаз должен быть следующим:
- планета в верхнем соединении видна в виде почти полного диска;
- планета в наибольшей элонгации — в виде полукруга, обращённого выпуклостью к Солнцу;
- планета вблизи нижнего соединения — в виде очень узкого серпа;
- непосредственно в нижнем соединении планета не должна наблюдаться, поскольку к Земле обращено её неосвещённое полушарие.

Именно такой порядок смены фаз имеет место в действительности, как впервые было установлено Галилеем (1610 г.)

## Эмпирические доказательства движения Земли вокруг Солнца
Всё вышесказанное относится не только к гелиоцентрической системе, но и к комбинированной системе (наподобие системы Тихо Браге), в которой все планеты обращаются вокруг Солнца, которое, в свою очередь, движется вокруг Земли. Существуют, однако, доказательства движения Земли вокруг Солнца.

### Годичные параллаксы звёзд
Ещё в древности было известно, что поступательное движение Земли должно приводить к годичному параллактическому смещению звёзд. Из-за удалённости звёзд параллаксы впервые были найдены только в XIX веке (почти одновременно В. Я. Струве, Ф. Бесселем и Т. Хендерсоном), что явилось прямым (и долгожданным) доказательством движения Земли вокруг Солнца.
Параллакс тем меньше, чем дальше от нас звезда. Если вычислять угол параллакса {\displaystyle p} в угловых секундах, а расстояние {\displaystyle r} в парсеках, то
{\displaystyle p={\frac {1}{r}}}.
Попятные движения планет имеют место по той же самой причине, что и годичные параллаксы звёзд, они могут быть названы годичными параллаксами планет.

### Аберрация света звёзд
Из-за векторного сложения скорости света и орбитальной скорости Земли при наблюдении звёзд телескоп приходится наклонять относительно линии Земля—звезда. Это явление (аберрация света) открыл и правильно объяснил в 1728 г. Джеймс Брэдли, занимавшийся поисками годичных параллаксов. Аберрация света оказалось первым наблюдательным подтверждением движения Земли вокруг Солнца и одновременно вторым доказательством конечности скорости света (после объяснения нерегулярности в движении спутников Юпитера Рёмером). В отличие от параллакса, угол аберрации не зависит от расстояния до звезды и целиком определяется орбитальной скоростью Земли. Для всех звёзд он равен одной и той же величине: 20,5".

### Годичная вариация лучевых скоростей звёзд
Из-за орбитального движения Земли каждая звезда, расположенная вблизи плоскости эклиптики, то приближается, то удаляется от Земли, что можно обнаружить с помощью спектральных наблюдений (эффекта Доплера).
Аналогичный эффект наблюдается для температуры реликтового излучения: в каждой точке эклиптики из-за движения Земли вокруг Солнца она меняется с периодом 1 год.

### Годичная вариация периодов пульсаров
При наблюдении рентгеновских и радио-пульсаров было обнаружено изменение интервалов их импульсов с периодом в 1 год. Это связано с тем, что время, необходимое свету для достижения Земли, меняется с периодом в один год из-за обращения Земли вокруг Солнца и конечности скорости света (этот эффект иногда называется задержкой Рёмера, поскольку является, по сути, тем же эффектом, с помощью которого датский астроном Оле Рёмер в 1675 г. доказал конечность скорости света; см. Измерение скорости света Рёмером). Эффект более всего выражен для пульсаров, находящихся в плоскости эклиптики.
Доказательства вращения Земли вокруг своей оси см. в статье Суточное вращение Земли.

## История гелиоцентрической системы

### Гелиоцентризм вДревней Греции
Идея движения Земли возникла в рамках пифагорейской школы. Пифагореец Филолай из Кротона обнародовал систему мира, в которой Земля является одной из планет; правда, речь пока шла о её вращении (за сутки) вокруг мистического Центрального Огня, а не Солнца. Аристотель отверг эту систему в том числе потому, что она предсказывала параллактическое смещение звёзд.
Менее спекулятивной была гипотеза Гераклида Понтийского, согласно которой Земля совершает суточное вращение вокруг своей оси. Кроме того, Гераклид, по-видимому, предположил, что Меркурий и Венера обращаются вокруг Солнца и только с ним — вокруг Земли. Возможно, такого взгляда придерживался и Архимед, полагая обращающимся вокруг Солнца и Марс, орбита которого в этом случае должна была охватывать Землю, а не пролегать между нею и Солнцем, как в случае Меркурия и Венеры. Есть предположение, что у Гераклида была теория, согласно которой Земля, Солнце и планеты обращаются вокруг одной точки — центра планетной системы. По сообщению Теофраста, Платон на склоне своих лет сожалел, что он предоставил Земле центральное место во Вселенной, которое для неё не подходило.
Подлинно гелиоцентрическая система была предложена в начале III века до н. э. Аристархом Самосским. Скудная информация о гипотезе Аристарха дошла до нас через труды Архимеда, Плутарха и других авторов. Обычно считается, что Аристарх пришёл к гелиоцентризму, исходя из установленного им факта, что Солнце по размерам много больше Земли (вычислению относительных размеров Земли, Луны и Солнца посвящён единственный дошедший до нас труд учёного). Естественно было предположить, что меньшее тело обращается вокруг большего, а не наоборот. Насколько была разработана гипотеза Аристарха, неизвестно, но Аристарх сделал важный вывод о том, что по сравнению с расстояниями до звёзд земная орбита является точкой, поскольку иначе должны были наблюдаться годичные параллаксы звёзд (вслед за Аристархом такую оценку расстояний до звёзд принимал и Архимед). Философ Клеанф призвал привлечь Аристарха к суду за то, что он двигает с места Землю («Очаг мира»).
Гелиоцентризм позволил решить основные проблемы, стоявшие перед древнегреческой астрономией, поскольку господствовавшие в начале III века до н. э. геоцентрические взгляды явно были в кризисном состоянии. Наиболее распространённый в то время вариант геоцентризма, теория гомоцентрических сфер Евдокса, Каллиппа и Аристотеля, оказывалась не в состоянии объяснить изменение видимого блеска планет и видимого размера Луны, что греки правильно связывали с изменением расстояния до этих небесных тел. Гелиоцентрическая система непринуждённо объясняла попятные движения планет. Она позволяла также установить порядок следования светил. Греки постулировали зависимость между близостью небесного тела к «сфере неподвижных звёзд» и сидерическим периодом его движения: так, самым далёким от нас считался наиболее медленно движущийся Сатурн, далее (в порядке приближении к Земле) шли Юпитер и Марс; Луна оказывалась наиболее близким к Земле небесным телом. Трудности этой схемы были связаны с Солнцем, Меркурием и Венерой, поскольку все эти тела имели одинаковые сидерические периоды (в том смысле, который употреблялся в античной астрономии), равные одному году. Эта трудность легко решалась в гелиоцентрической системе, где один год оказывался равным периоду движения Земли; при этом периоды движения (теперь — обращения вокруг Солнца) Меркурия и Венеры шли в том же порядке, что и их расстояния до нового центра мира, которое можно было установить описанным выше способом.
Среди непосредственных сторонников гипотезы Аристарха упоминается только вавилонянин Селевк (первая половина II века до н. э.), который, по словам Плутарха, предоставил её доказательства. Отсюда обычно делается вывод, что других сторонников у гелиоцентризма не было, то есть он не был воспринят эллинской наукой. Однако уже само упоминание Селевка как последователя Аристарха весьма показательно, поскольку означает проникновение гелиоцентризм даже на берега Тигра и Евфрата, что само по себе свидетельствует о широкой известности идеи о движении Земли. Более того, Секст Эмпирик упоминает о последователях Аристарха во множественном числе. Достаточно благожелательный отзыв о гипотезе Аристарха в сочинении Архимеда «Псаммит» (главном источнике нашей информации об этой гипотезе) позволяет предположить, что Архимед по крайней мере не исключал эту гипотезу. Ряд авторов приводили аргументы в пользу широкой распространённости гелиоцентризма в античности. Не исключено, в частности, что геоцентрическая теория движения планет, изложенная в «Альмагесте» Птолемея, является переработанной гелиоцентрической системой. Итальянский математик Лючио Руссо (Lucio Russo) привёл ряд свидетельств о развитии в эллинистическую эпоху динамики гелиоцентрической системы на основе общего представления о законе инерции и о притяжении планет к Солнцу.
Тем не менее, в конечном итоге гелиоцентризм был оставлен греками. Главной причиной может быть общий кризис науки, начавшийся после II века до н. э. На место астрономии заступает астрология. В философии доминирует мистицизм или откровенный религиозный догматизм: стоицизм, позднее неопифагореизм и неоплатонизм. С другой стороны, те немногие философские школы, которые в целом исповедуют рационализм (эпикурейцы, скептики), имеют одну общую черту: неверие в возможность познания природы. Так, эпикурейцы даже после Аристотеля и Аристарха считали невозможным определить истинную причину фаз Луны и считали Землю плоской. В такой атмосфере религиозные обвинения наподобие тех, что были предъявлены Аристарху, могли привести к тому, что астрономы и физики, даже если и были сторонниками гелиоцентризма, старались воздерживаться от публичного обнародования своих взглядов, что и могло в конечном итоге привести к их забвению.
Научные аргументы в пользу неподвижности и центральности Земли, выдвигавшиеся древнегреческими астрономами, см. в статье Геоцентрическая система мира.
После II века н. э. в эллинистическом мире прочно утвердился геоцентризм, основанный на философии Аристотеля и планетной теории Птолемея, в которой петлеобразное движение планет объяснялось с помощью комбинации деферентов и эпициклов. «Физическим» фундаментом теории Птолемея была аристотелевская теория небесных сфер, переносивших планеты. Существенной особенностью учения Аристотеля было резкое противопоставление «надлунного» и «подлунного» миров. Надлунный мир (куда относились все небесные тела) считался миром идеальным, не подверженным каким-либо изменениям. Напротив, всё, что находилось в подлунной области, в том числе Земля, считалось подверженным постоянным изменениям, порче.
Существенной особенностью теории Птолемея был частичный отказ от принципа равномерности космических движений: центр эпицикла движется по деференту с переменной скоростью, хотя угловая скорость при наблюдении из особой эксцентрично расположенной точки (экванта) считалась неизменной.

### Средневековье
В Средние века гелиоцентрическая система мира была практически забыта. Некоторую известность получило представление, что Меркурий и Венера обращаются вокруг Солнца, которое, в свою очередь, вращается вокруг Земли. Вероятно, средневековые авторы узнали об этой теории из сочинения латинского автора первой половины V века Марциана Капеллы «Брак Меркурия и Филологии», пользовавшегося большой популярностью в раннем средневековье.
Ряд исследователей находят следы гелиоцентризма в некоторых планетных теориях индийского астронома Ариабхаты (V в. н. э.). Так, математик и историк науки Бартел Ван дер Варден отмечает следующие свидетельства, что в основе этих теорий лежала гелиоцентрическая теория:
1. Ариабхата считал Землю вращающейся вокруг оси. В чисто геоцентрической системе в этом нет никакой необходимости, поскольку суточное вращение Земли никак не упрощает систему мира. Напротив, в гелиоцентрической системе это вращение необходимо. Переходя от гелиоцентризма к геоцентризму, осевое вращение Земли можно либо сохранить, либо отбросить, в зависимости от личных взглядов исследователя.
2. В одной из теорий Ариабхаты (так называемой «системе полуночи») параметры деферента Венеры в точности совпадают с параметрами геоцентрической орбиты Солнца. Так и должно быть в гелиоцентрической системе, поскольку обе эти кривые фактически являются отражением орбиты Земли вокруг Солнца.
3. В числе параметров своих планетных теорий Ариабхата приводит гелиоцентрические периоды движения планет, включая Меркурий и Венеру.

В настоящее время доминирует точка зрения, что источником индийской средневековой астрономии является греческая доптолемеева астрономия. По мнению Ван дер Вардена, у греков была гелиоцентрическая теория, развитая до степени возможности вычислять эфемериды планет, которая затем была переработана в геоцентрическую (наподобие того, как поступил Тихо Браге с теорией Коперника). Эта переработанная теория неизбежно должна быть теорией эпициклов, поскольку в системе отсчёта, связанной с Землёй, движение планет объективно происходит по сочетанию движений по деференту и эпициклу. Далее, по мнению ван дер Вардена, она проникла в Индию. Сам Ариабхата и более поздние астрономы могли и не знать о гелиоцентрическом базисе этой теории. Впоследствии, по мнению ван дер Вардена, эта теория перешла к мусульманским астрономам, составившим «Таблицы Шаха» — эфемериды планет, использовавшиеся для астрологических предсказаний.
О предположении Ариабхаты о суточном вращении Земли сочувственно отзывался ал-Бируни. Но сам он, по всей видимости, в конечном итоге склонялся к неподвижности Земли.
Ряд астрономов мусульманского Востока обсуждали теории движения планет, альтернативные птолемеевской. Главным объектом их критики был, однако, эквант, а не геоцентризм. Некоторые из этих учёных (например, Насир ад-Дин ат-Туси) также критиковали эмпирические доводы Птолемея в пользу неподвижности Земли, находя их неадекватными. Но при этом они оставались сторонниками неподвижности Земли, поскольку это соответствовало философии Аристотеля.
Исключением являются астрономы Самаркандской школы, состоявшей из медресе Улугбека и его обсерватории (первая половина XV века). Так, ал-Кушчи отвергал философию Аристотеля как физический фундамент астрономии и считал вращение Земли вокруг оси физически возможным. Есть указания, что некоторые из самаркандских астрономов рассматривали возможность не просто осевого вращения Земли, но движения её центра, а также разрабатывали теорию, в которой Солнце считается вращающимся вокруг Земли, но все планеты вращаются вокруг Солнца (гео-гелиоцентрическая система мира).
В Европе возможность вращения Земли вокруг оси обсуждалась начиная с XII века. Во второй половине XIII века эта гипотеза была упомянута Фомой Аквинским, наряду с представлением о поступательном движении Земли (без конкретизации центра движения). Обе гипотезы были отвергнуты по тем же причинам, что и у Аристотеля. Гипотеза об осевом вращении Земли получила глубокое обсуждение у представителей Парижской школы в XIV веке (Жана Буридана и Николая Орема). Хотя в ходе этих дискуссий были выдвинуты опровержения ряда доводов противников подвижности Земли, окончательный вердикт был в пользу её неподвижности.

### Раннее Возрождение
В начале Эпохи Возрождения подвижность Земли утверждал Николай Кузанский, но его обсуждение было сугубо философским, не связанным с объяснением конкретных астрономических явлений: он считал, что Вселенная не может иметь чётко определённую форму, следовательно, у неё не может быть и чётко определённого центра; кроме того, во Вселенной не может быть и чётко определённого состояния покоя. Следовательно, Земля не может быть покоящейся в центре мира. Как отмечает известный историк науки Александр Койре, говоря о движении Земли, Николай Кузанский скорее всего имел в виду поступательное движение вокруг плохо определённого и постоянно перемещающегося центра. С другой стороны, суточное вращение небосвода Николай объяснял вращением небесной сферы, как это и предполагается в геоцентрической системе. Достаточно неясно на эту тему высказывался и Леонардо да Винчи. Однако оба этих мыслителя считали Землю в принципе идентичной по своей природе с небесными телами.
В 1450 г. появился латинский перевод архимедова «Псаммита», где упоминается гелиоцентрическая система Аристарха Самосского. С этим произведением был хорошо знаком ведущий европейский астроном Ренессанса Региомонтан, который от руки переписал весь трактат Архимеда во время своего пребывания в Италии. В частной переписке он отметил, что «движение звёзд должно претерпевать крохотные изменения за счёт движения Земли»; возможно, он просто передавал аргументацию Аристарха, о взглядах которого он мог знать через «Псаммит». Иногда ему приписывается также предположение о вращении Земли вокруг оси, также выраженное в частном письме. Однако в своих опубликованных трудах Региомонтан оставался геоцентристом и последователем Аристотеля; более того, он был сторонником возрождения аристотелевской теории гомоцентрических сфер.
Движение Земли упоминались и на рубеже XV и XVI вв. В 1499 г. эту гипотезу обсуждал итальянский профессор Франческо Капуано, причём имелось в виду не только вращательное, но и поступательное движение Земли (без конкретизации центра движения). Обе гипотезы были отвергнуты по тем же причинам, что у Аристотеля и Фомы Аквинского. В 1501 г. итальянский гуманист Джорджо Валла упоминал о пифагорейской доктрине о движении Земли вокруг Центрального огня и утверждал, что Меркурий и Венера обращаются вокруг Солнца.

### Коперник
Окончательно гелиоцентризм возродился только в XVI веке, когда польский астроном Николай Коперник разработал теорию движения планет вокруг Солнца на основании пифагорейского принципа равномерных круговых движений. Результаты своих трудов он обнародовал в книге «О вращениях небесных сфер», изданной в 1543 году. Одной из причин возвращения к гелиоцентризму было несогласие Коперника с птолемеевой теорией экванта; кроме того, он считал недостатком всех геоцентрических теорий то, что они не позволяют определить «форму мира и соразмерность его частей», то есть масштабы планетной системы. Неясно, какое влияние на Коперника оказал Аристарх (в рукописи своей книги Коперник упоминал о гелиоцентризме Аристарха, но в окончательной редакции книги эта ссылка исчезла).
Коперник полагал, что Земля совершает троякое движение:
1. Вращение вокруг оси с периодом в одни сутки, следствием чего является суточное вращение небесной сферы;
2. Движение вокруг Солнца с периодом в год, приводящее к попятным движениям планет;
3. Так называемое деклинационное движение с периодом также примерно в один год, приводящее к тому, что ось Земли перемещается приближённо параллельно самой себе (небольшое неравенство периодов второго и третьего движений проявляется в предварении равноденствий).

Коперник не только объяснил причины попятных движений планет, вычислил расстояния планет от Солнца и периоды их обращений. Зодиакальное неравенство в движении планет Коперник объяснял тем, что их движение является комбинацией движений по большим и малым кругам, — аналогичный тому, как объясняли это неравенство средневековые астрономы Востока — деятели Марагинской революции (так, теория движения внешних планет у Коперника совпадала с теорией Ал-Урди, теория движения Меркурия — с теорией Ибн аш-Шатира, но только в гелиоцентрической системе отсчёта).
Тем не менее, теория Коперника не может быть названа гелиоцентрической в полной мере, поскольку Земля в ней отчасти сохраняла особый статус:
- центром планетной системы было не Солнце, а центр земной орбиты;
- из всех планет Земля единственная двигалась по своей орбите равномерно, в то время как у остальных планет орбитальная скорость менялась.

По всей видимости, у Коперника сохранялась вера в существование небесных сфер, несущих на себе планеты. Таким образом, движение планет вокруг Солнца объяснялось вращением этих сфер вокруг своих осей.
Тем не менее, им был дан импульс для дальнейшей разработки гелиоцентрической теории движения планет, сопутствующих задач механики и космологии. Объявив Землю одной из планет, Коперник создал условия для устранения резкого разрыва между «надлунным» и «подлунным» мирами, характерного для философии Аристотеля и средневековой схоластики.

### Первые коперниканцы и их оппоненты
Ведущей тенденцией в восприятии теории Коперника в течение всего XVI века было использование математического аппарата его теории для астрономических вычислений и практически полное игнорирование его новой, гелиоцентрической космологии. Начало этой тенденции положило предисловие к книге Коперника, написанное её издателем, лютеранским богословом Андреасом Осиандером. Осиандер пишет, что движение Земли является остроумным вычислительным приёмом, но понимать Коперника буквально не следует. Поскольку Осиандер не указал своего имени под предисловием, в XVI столетии многие полагали, что таково мнение самого Николая Коперника. Книгу Коперника штудировали астрономы Виттенбергского университета, наиболее известным из которых был Эразм Рейнгольд, приветствовавший отказ автора от экванта и составивший на основе его теории новые таблицы движения планет («Прусские таблицы»). Но главного, что есть у Коперника,— новой космологической системы,— ни Рейнгольд, ни другие виттенбергские астрономы как будто не заметили.
Едва ли не единственными учёными первых трёх десятилетий после опубликования книги «О вращениях небесных сфер», кто принимал теорию Коперника, были немецкий астроном Георг Иоахим Ретик, одно время сотрудничавший с Коперником, считавший себя его учеником и даже опубликовавший (ещё до Коперника, в 1540 году) труд с изложением новой системы мира, и астроном и геодезист Гемма Фризий. Сторонником Коперника был и его друг, епископ Тидеман Гизе.
И только в 70-е — 90-е годы XVI в. астрономы стали проявлять интерес к новой системе мира. Её излагают и отстаивают астрономы Томас Диггес, Христоф Ротман и Михаэль Мёстлин, физик Симон Стевин. Выдающийся вклад в развитие гелиоцентризма внёс философ Джордано Бруно, одним из первых отказавшийся от догмы о существовании твёрдых небесных сфер. Богослов Диего де Суньига использовал представление о движении Земли для интерпретации некоторых слов Библии. Возможно, к числу гелиоцентристов этого периода относились также известные учёные Джамбатиста Бенедетти, Вильям Гильберт, Томас Хэрриот. Некоторые авторы, отвергая поступательное движение Земли, принимали её вращение вокруг оси: астроном Николас Реймерс (Урсус), философ Франческо Патрици. Достаточно положительно отнёсся к теории Коперника широко образованный французский поэт и философ Понтюс де Тиар, утверждавший, что каждая из звёзд является обитаемым миром, подобным Земле.
Тогда же начинают появляться и первые негативные отзывы о теории Коперника. Наиболее авторитетными оппонентами гелиоцентризма в XVI — начале XVII века были астрономы Тихо Браге и Христофор Клавий, математики Франсуа Виет и Франческо Мавролико, философ Фрэнсис Бэкон.
У противников гелиоцентрической теории было два вида аргументов (в «Диалогах о двух системах мира» Галилея их излагает и затем критикует Сальвиати).
(A) Против вращения Земли вокруг собственной оси. Учёные XVI века уже могли оценить линейную скорость вращения: около 500 м/сек на экваторе.
- Вращаясь, Земля испытывала бы колоссальные центробежные силы, которые неминуемо разорвали бы её на части.
- Если бы Земля вращалась, все находящиеся на её поверхности лёгкие предметы разлетелись бы во все стороны Космоса.
- Если бы Земля вращалась, любой брошенный предмет отклонялся бы в сторону запада, а облака плыли бы, вместе с Солнцем, с востока на запад.
- Небесные тела движутся, потому что они состоят из невесомой тонкой материи, но какая сила может заставить двигаться огромную тяжёлую Землю?

Эти аргументы были основаны на общепринятой в те годы механике Аристотеля. Они потеряли свою силу только после открытия законов ньютоновской механики. С другой стороны, такие фундаментальные понятия этой науки, как центробежная сила, относительность, инерция появились в значительной мере при опровержении этих доводов геоцентристов.
(Б) Против поступательного движения Земли.
- Отсутствие улучшений в точности Прусских таблиц по сравнению с Альфонсинскими, основанными на теории Птолемея.
- Отсутствие годичных параллаксов звёзд.

Для опровержения второго довода гелиоцентристам приходилось предполагать огромную удалённость звёзд. Тихо Браге на это возражал, что в таком случае звёзды оказываются необычайно большими, по размерам больше орбиты Сатурна. Эта оценка следовала из его определения угловых размеров звёзд: он принимал видимый диаметр звёзд первой величины примерно 2—3 угловых минуты.
Тихо Браге предложил компромиссную гео-гелиоцентрическую систему мира, в которой в центре мира находится неподвижная Земля, вокруг него вращаются Солнце, Луна и звёзды, однако планеты вращаются вокруг Солнца. Начиная с конца XVI в. именно эта комбинированная система мира (по существу, модернизированная форма геоцентрической теории) становится главным конкурентом гелиоцентризма.

### Кеплер
Выдающийся вклад в развитие гелиоцентрических представлений внёс немецкий астроном Иоганн Кеплер. Ещё со студенческих лет (пришедшихся на конец XVI века) он был убеждён в справедливости гелиоцентризма ввиду способности этого учения дать естественное объяснение попятных движений планет и возможности вычислять на её основе масштабы планетной системы. В течение нескольких лет Кеплер работал с величайшим астрономом-наблюдателем Тихо Браге и впоследствии стал обладателем его архива наблюдательных данных. В ходе анализа этих данных, проявив исключительную физическую интуицию, Кеплер пришёл к следующим выводам:
1. Орбита каждой из планет является плоской кривой, причём плоскости всех планетных орбит пересекались в Солнце. Это означало, что Солнце находится в геометрическом центре планетной системы, тогда как у Коперника таковым был центр земной орбиты. Кроме всего прочего, это позволило впервые объяснить движение планет перпендикулярно к плоскости эклиптики. Само понятие орбиты, видимо, также было впервые введено Кеплером[40], поскольку ещё Коперник, по-видимому, полагал, что планеты переносятся с помощью твёрдых сфер, как у Аристотеля[36].
2. Земля движется по своей орбите неравномерно. Тем самым впервые Земля уравнялась в динамическом отношении со всеми остальными планетами.
3. Каждая планета движется по эллипсу, в одном из фокусов которого находится Солнце (I закон Кеплера).
4. Кеплер открыл закон площадей (II закон Кеплера): отрезок, соединяющий планету и Солнце, за равные промежутки времени описывает равные площади. Поскольку расстояние планеты от Солнца при этом также менялось (согласно первому закону), отсюда следовала переменность скорости движения планеты по орбите. Установив свои первые два закона, Кеплер впервые отказался от догмы о равномерных круговых движениях планет, с пифагорейских времён владевшей умами исследователей. Причём, в отличие от модели экванта, скорость планеты менялась в зависимости от расстояния от Солнца, а не от некоторой бестелесной точки. Тем самым Солнце оказалось не только геометрическим, но и динамическим центром планетной системы.
5. Кеплер вывел математический закон (III закон Кеплера), который связывал между собой периоды обращений планет и размеры их орбит: квадраты периодов обращений планет относятся как кубы больших полуосей их орбит. Впервые закономерность устройства планетной системы, о существовании которой догадывались ещё древние греки, получила математическое оформление.

На основании открытых им законов движения планет Кеплер составил таблицы планетных движений (Рудольфинские таблицы), по точности оставлявшие далеко позади все таблицы, составленные ранее.

### Галилей
Одновременно с Кеплером на другом конце Европы, в Италии, трудился Галилео Галилей, оказавший двоякую поддержку гелиоцентрической теории. Во-первых, с помощью изобретённого им телескопа Галилей сделал ряд открытий, либо косвенно подтверждавших теорию Коперника, либо выбивавших почву из-под ног его противников — сторонников Аристотеля:
1. Поверхность Луны не гладкая, как подобало небесному телу в учении Аристотеля, а имеет горы и впадины, как Земля. Кроме того, Галилей объяснил пепельный свет Луны отражением солнечного света Землёй. Благодаря этому Земля стала телом, во всех отношениях подобным Луне. Устранялось противоречие между земным и небесным, постулировавшееся у Аристотеля.
2. Четыре спутника Юпитера (получивших впоследствии название галилеевых). Тем самым он опроверг утверждение, что Земля не может обращаться вокруг Солнца, поскольку вокруг неё самой обращается Луна (такой тезис часто выдвигали противники Коперника): Юпитер заведомо должен был вращаться либо вокруг Земли (как у Птолемея и Аристотеля), либо вокруг Солнца (как у Аристарха и Коперника).
3. Смена фаз Венеры, указывавшая, что Венера обращается вокруг Солнца.
4. Галилей установил, что Млечный Путь состоит из большого количества звёзд, неразличимых невооружённым взглядом. Это открытие совершенно не умещалось в космологию Аристотеля, но вполне было совместимо с теорией Коперника, из которой следовала огромная удалённость звёзд.
5. Одним из первых Галилей открыл солнечные пятна. Наблюдения над пятнами привели Галилея к выводу о вращении Солнца вокруг своей оси. Само существование пятен и их постоянная изменчивость опровергали тезис Аристотеля о «совершенстве» небес.
6. Галилей показал, что видимые размеры планет в различных конфигурациях (например, в противостоянии и соединении с Солнцем) меняются в таком соотношении, как это следует из теории Коперника.
7. Наоборот, при наблюдении звёзд в телескоп их видимые размеры не меняются. Этот вывод опровергал один из основных доводов Тихо Браге, заключавшийся в огромных размерах звёзд, которые следуют из ненаблюдаемости их годичных параллаксов. Галилей заключил, что при наблюдении звёзд в телескоп их видимый размер не меняется, следовательно, оценка Браге угловых размеров звёзд сильно преувеличена.

Вторым направлением деятельности Галилея было установление новых законов динамики. Им были сделаны важные шаги в установлении принципов инерции и относительности, что позволило устранить традиционные возражения противников гелиоцентризма: если Земля движется, почему мы этого не замечаем?

### После Кеплера и Галилея
Оказавшись в том же лагере коперниканцев, что и Кеплер, Галилей так и не принял его законов движения планет. Это относится и к другим гелиоцентристам первой трети XVII в., например, голландскому астроному Филиппу ван Лансбергу. Однако астрономы более позднего времени могли наглядно убедиться в точности кеплеровых «Рудольфинских таблиц». Так, одним из предсказаний Кеплера было прохождение Меркурия по диску Солнца в 1631 г., которое и в самом деле удалось пронаблюдать французскому астроному Пьеру Гассенди. Таблицы Кеплера ещё более уточнил английский астроном Джереми Хоррокс, предсказавший прохождение Венеры по диску Солнца в 1639 г., которое он же и пронаблюдал вместе с другим английским астрономом, Уильямом Крабтри.
Однако даже феноменальная точность теории Кеплера (существенно уточнённой Хорроксом) не переубедила скептиков-геоцентристов, поскольку многие проблемы гелиоцентрической теории так и остались нерешёнными. Прежде всего, это проблема годичных параллаксов звёзд, поиски которых велись в течение всего XVII века. Несмотря на существенное увеличение точности измерений (которого удалось достичь благодаря использованию телескопов), эти поиски так и остались безрезультатными, что говорило о том, что звёзды даже ещё дальше, чем предполагали Коперник, Галилей и Кеплер. Это, в свою очередь, снова ставило на повестку дня проблему размеров звёзд, отмеченную ещё Тихо Браге. Только в конце XVII века учёные осознали, что то, что они принимали за диски звёзд, на самом деле является чисто инструментальным эффектом (диск Эйри): звёзды имеют настолько малые угловые размеры, что их диски невозможно разглядеть даже в самые сильные телескопы.
Кроме того, против движения Земли оставались ещё физические возражения, основанные на аристотелевой механике. Идеи Галилея насчёт инерции и относительности убеждали далеко не всех учёных XVII века. Среди противников гелиоцентризма выделялся иезуит Риччиоли, заслуженно известный астроном своего времени. В своём фундаментальном труде «Новый Альмагест» он перечислил и обсудил 49 доказательств в пользу Коперника и 77 — против (что, впрочем, не помешало ему назвать именем Коперника один из лунных кратеров).
Главным конкурентом гелиоцентрической теории в те времена была уже не теория Птолемея, а гео-гелиоцентрическая система мира, дополненная предположением об эллиптичности орбит. Систему Коперника поддерживали ряд выдающихся учёных XVII века. Ряд учёных (Исаак Бекман, Джереми Хоррокс, Рене Декарт, Жиль Роберваль, Джованни Альфонсо Борелли, Роберт Гук) пытались строить теории движения планет на основе принципов механистической философии. В числе сторонников гелиоцентризма в XVII веке были также выдающиеся учёные Отто фон Герике, Исмаэль Буллиальд, Христиан Гюйгенс, Джон Уилкинс, Джон Валлис.
Однако вплоть до конца XVII века многие учёные просто отказывались делать выбор между этими гипотезами, указывая, что с точки зрения наблюдений гелиоцентрическая и гео-гелиоцентрическая система системы эквивалентны; конечно, оставаясь на такой позиции, невозможно было развивать динамику планетной системы. В числе сторонников этой «позитивистской» точки зрения были, например, Джованни Доменико Кассини, Оле Рёмер, Блез Паскаль.
Необходимо добавить, что в спорах с геоцентристами сторонники Аристарха и Коперника находились отнюдь не в равных условиях, поскольку на стороне первых был такой авторитет, как Церковь (особенно в католических странах). Однако после того, как Исаак Ньютон в 1687 году вывел из закона всемирного тяготения законы Кеплера, все споры о системе мира, не утихавшие в течение полутора столетий, утратили смысл. Солнце прочно заняло центр планетной системы, оказавшись одной из множества звёзд в бескрайней Вселенной.

## Утверждение гелиоцентризма и классическая механика

### Относительность движения
Выдвижение гелиоцентрической системы значительно стимулировало развитие физики. Прежде всего нужно было ответить на вопрос: почему движение Земли не ощущается людьми и не проявляется в земных экспериментах. Именно на этом пути были сформулированы основополагающие положения классической механики: принцип относительности и принцип инерции. О невозможности различения движения и покоя на примере гипотезы о движении Земли вокруг оси писали Николай Орем, Али ал-Кушчи, Николай Кузанский, Коперник, Томас Диггес, Джордано Бруно. Выдающийся шаг в формулировке принципа относительности сделал Галилео Галилей.

### Гравитация
Физической основой геоцентрической космологии была теория вложенных сфер, в которой планеты переносятся в своём движении твёрдыми небесными сферами. Во-первых, суточные траектории звёзд таковы, как будто они привязаны к единой сфере, совершающей вращение вокруг Земли за звёздные сутки. Во вторых, без привлечения представления о твёрдых сферах, к которым привязаны планеты, практически невозможным было дать физическую трактовку птолемеевым эпициклам.
Однако в рамках гелиоцентризма необходимость в небесных сферах отсутствует: ведь если видимые суточные движения звёзд обусловлены суточным вращением Земли, то внешняя небесная сфера, несущая на себе звёзды, оказывается попросту ненужной. Однако эта сфера является лишь внешней границей всей системы сфер, к которым привязаны планеты. Таким образом, если внешней сферы не существует, то и вся эта система небесных сфер оказывается ненужной.
Первые гелиоцентрические модели, как и геоцентрические, были чисто кинематическими, то есть они моделировали только движения небесных тел, оставляя в стороне вопрос об источнике и общих законах таких движений. Однако в XVI—XVII веках прогресс физики позволил поставить вопрос о том, что (если не сферы) движет планетами, то есть перейти от кинематики к динамике.
Первым проблему сформулировал Джордано Бруно («Пепельная трапеза», 1584). Бруно, как и многие другие учёные (в частности, Тихо Браге, Уильям Гильберт), полагал, что планеты являются живыми, разумными существами, которыми движут их собственные души. Некоторое время такого мнения придерживался и Кеплер, однако в процессе построения теории движения Марса он пришёл к выводу, что движение планет управляется силами, исходящими от Солнца («Новая астрономия», 1609). Таких сил в его теории было три: одна подталкивает планету по орбите, действуя по касательной к траектории (за счёт этой силы планета и движется), другая то притягивает, то отталкивает планету от Солнца (за счёт неё орбита планеты является эллипсом) и третья действует поперёк плоскости эклиптики (благодаря чему орбита планеты лежит в плоскости, не совпадающей с плоскостью эклиптики). Первую из них («круговую» силу) он считал убывающей обратно пропорционально расстоянию от Солнца.
С мнением Кеплера согласились далеко не все учёные. Так, Галилей отождествлял движение планет с инерциальным. Кеплерову теорию отверг и ведущий астроном-теоретик середины XVII века Исмаэль Буллиальд, по мнению которого планеты движутся вокруг Солнца не под действием исходящих от него сил, а в результате некоторого внутреннего стремления. Кроме того, если бы круговая сила и существовала, она убывала бы обратно второй степени расстояния, а не первой, как считал Кеплер. Однако поиск динамического объяснения планетных движений поддерживали Джереми Хоррокс и Исаак Бекман. Декарт полагал, что планеты переносятся вокруг Солнца гигантскими вихрями. Мнение Кеплера о движении планет под действием Солнца поддержал Дж. А. Борелли («Теория Медичийских планет», 1666). По его мнению, от Солнца исходят три силы: одна продвигает планету по орбите, другая притягивает планету к Солнцу, третья (центробежная), наоборот, отталкивает планету. Эллиптическая орбита планеты является результатом противоборства двух последних.
В 1666 г. Роберт Гук высказал предположение, что для объяснения движения планет достаточно одной только силы притяжения к Солнцу, просто нужно предполагать, что планетная орбита является результатом сочетания (суперпозиции) падения на Солнце (благодаря силе притяжения) и движения по инерции (по касательной к траектории планеты). По его мнению, эта суперпозиция движений и обусловливает эллиптическую форму траектории планеты вокруг Солнца (близкие взгляды, но в достаточно неопределённой форме, высказывал и Кристофер Рен). Гук впервые поставил задачу о выводе законов Кеплера, исходя из принципа инерции и предположения о существовании направленной к Солнцу силы. Гук догадывался, что сила тяготения убывает обратно пропорционально квадрату расстояния до Солнца, однако он не мог этого доказать.
Первым, кому удалось установить закон действия силы тяготения и вывести отсюда законы движения планет, был Исаак Ньютон («Математические начала натуральной философии», 1687 г.) Закон всемирного тяготения, окончательно сформулированный Ньютоном, позволил дать единообразное объяснение земной тяжести, движению Луны вокруг Земли и планет вокруг Солнца, приливам. Одновременно был сформулирован общий метод, позволявший решить любые задачи механики.

## Гелиоцентризм икосмология
Одним из возражений против гелиоцентризма в XVI—XVII вв. считалось отсутствие годичных параллаксов звёзд. Для объяснения этого противоречия Коперник (как ранее Аристарх) предполагал, что орбита Земли является точкой по сравнению с расстояниями до звёзд. Коперник считал Вселенную неопределённо большой, но, по-видимому, конечной; Солнце располагалось в её центре. Первым, кто в рамках гелиоцентризма перешёл к мнению о бесконечности Вселенной, был английский астроном Томас Диггес; он полагал, что за пределами Солнечной системы Вселенная равномерно заполнена звёздами, природа которых не конкретизировалась. Вселенная, по Диггесу, имела неоднородную структуру, Солнце оставалось в центре мира. Пространство вне Солнечной системы — это нематериальный мир, «Дворец Бога». Решительный шаг от гелиоцентризма к бесконечной Вселенной, равномерно заполненной звёздами, сделал итальянский философ Джордано Бруно. Согласно Бруно, при наблюдении из всех точек Вселенная должна выглядеть примерно одинаково. Из всех мыслителей Нового времени он первым предположил, что звёзды — это далёкие солнца и что физические законы во всем бесконечном и безграничном пространстве одинаковы. В конце XVI века бесконечность Вселенной отстаивал и Уильям Гильберт.
С этими взглядами не соглашался Кеплер. Вселенную он представлял в виде шара конечного радиуса с полостью посередине, где располагалась Солнечная система. Шаровой слой за пределами этой полости Кеплер считал заполненным звёздами — самосветящимися объектами, но имеющими принципиально другую природу, чем Солнце. Один из его доводов является непосредственным предшественником фотометрического парадокса. Напротив, Галилей, оставляя открытым вопрос о бесконечности Вселенной, считал звёзды далёкими солнцами. В середине — второй половине XVII века эти взгляды поддержали Рене Декарт, Отто фон Герике и Христиан Гюйгенс. Гюйгенсу, а также Дж. Грегори и И. Ньютону принадлежат первые попытки определения расстояния до звёзд исходя из предположения о равенстве их светимости солнечной.
Даже разделяя мнение о тождественности природы Солнца и звёзд, многие учёные считали, что совокупность звёзд занимает только часть пространства, за пределами которой — пустота или эфир. Однако в начале XVIII века Исаак Ньютон и Эдмонд Галлей высказались в пользу равномерной заполненности пространства звёздами, поскольку в случае конечности системы звёзд они неизбежно должны были упасть друг на друга под действием сил взаимной гравитации. Тем самым Солнце, оставаясь центром планетной системы, переставало быть центром мира, все точки которого оказывались в равных условиях.

## Гелиоцентризм и религия

### Движение Земли в свете Священного Писания
Практически сразу после выдвижения гелиоцентрической системы было отмечено, что она противоречит некоторым местам из Священного Писания. Например, отрывок из одного из Псалмов
Ты поставил землю на твердых основах: не поколеблется она во веки и веки (Пс. 103:5).
приводился в доказательство неподвижности Земли. Некоторые другие отрывки приводились в подтверждение того, что суточное движение совершает Солнце, а не Земля. В их числе, например, одно место из Книги Екклезиаста:
Восходит солнце и заходит солнце, и спешит к месту своему, где оно восходит (Екк. 1:5).
Большой популярностью пользовался отрывок из книги Иисуса Навина:
Иисус воззвал к Господу в тот день, в который предал Господь Аморрея в руки Израилю, когда побил их в Гаваоне, и они побиты были пред лицем сынов Израилевых, и сказал пред Израильтянами: стой, солнце, над Гаваоном, и луна, над долиною Авалонскою! (Нав. 10:12)
Поскольку команда остановиться была дана Солнцу, а не Земле, отсюда делался вывод, что суточное движение совершает именно Солнце. Религиозные аргументы привлекали для подкрепления своей позиции не только католические и протестантские лидеры, но и профессиональные астрономы (Тихо Браге, Христофор Клавиус, Джованни Баттиста Риччиоли и др.).
Сторонники вращения Земли проводили защиту по двум направлениям. Во-первых, они указывали, что Библия написана языком, понятным простым людям, и если бы её авторы давали чёткие с научной точки зрения формулировки, она не смогла бы выполнять свою основную, религиозную миссию. Кроме того, отмечалось, что некоторые отрывки Библии должны быть трактованы аллегорически (см. статью Библейский аллегоризм). Так, Галилей отмечал, что если Св. Писание целиком понимать буквально, то окажется, что у Бога есть руки, он подвержен эмоциям типа гнева и т. п. В целом, главной мыслью защитников учения о движении Земли было то, что наука и религия имеют разные цели: наука рассматривает явления материального мира, руководствуясь доводами разума, целью религии является моральное усовершенствование человека, его спасение. Галилей в этой связи цитировал кардинала Баронио, что Библия учит тому, как взойти на небеса, а не тому, как они устроены.

### Католическая церковь
Наиболее драматичной была история взаимодействия гелиоцентрической системы с Католической церковью. Впрочем, сначала Церковь отнеслась к новому развитию астрономии скорее благожелательно и даже с некоторым интересом. Ещё в 1533 г. в Ватикане был заслушан доклад о системе Коперника, с которым выступил известный востоковед Иоганн Альберт Видманштадт; в знак благодарности присутствовавший там римский папа Климент VII подарил докладчику ценную древнегреческую рукопись. Спустя ещё три года кардинал Николай Шомберг написал Копернику письмо, в котором настоятельно рекомендовал поскорее опубликовать книгу с детальным изложением его теории. Обнародовать новую систему мира Коперника настойчиво убеждал и его близкий друг, епископ Тидеман Гизе.
Однако уже в первые годы после выхода книги Коперника один из высокопоставленных ватиканских чиновников, управляющий Папским дворцом Бартоломео Спина, призвал к запрету гелиоцентрической системы, хотя он не успел добиться своего из-за тяжёлой болезни и смерти. Дело продолжил его приятель, доминиканский богослов Джованни Мария Толозани, утверждавший опасность гелиоцентризма для веры в сочинении «О небесах и тверди».
Тем не менее, в течение нескольких последовавших десятилетий теория Коперника не привлекала особого внимания католических богословов: то ли из-за её малой известности в Италии (книга Коперника была опубликована в Германии), то ли в связи с необходимостью уточнения движения Солнца и Луны для предстоящей реформы календаря; не исключено, что бдительность католических богословов притупилась благодаря предисловию Осиандера. Опасность новой системы мира для Церкви теологи начали осознавать только в конце XVI века. Так, основанные на Библии доводы в пользу неподвижности Земли прозвучали на судебном процессе против Джордано Бруно, хотя, вероятно, не они сыграли решающую роль в его трагической развязке.
Однако основной вал религиозных обвинений против гелиоцентризма поднялся после (и в результате) телескопических открытий Галилея. Попытки защиты гелиоцентризма от обвинений в противоречии Писанию предпринимали сам Галилей и католический монах Паоло Фоскарини. Однако с 1616 года, когда книга Коперника попала в индекс запрещённых книг «до исправления», подвергшись цензуре (1620 год), католическая церковь стала считать любые попытки объявить гелиоцентрическую теорию реальным отражением движения планет (а не просто математической моделью) как противоречащее основным положениям вероучения.
Во второй половине 20-х годов XVII века Галилей счёл, что обстановка постепенно разряжается, и выпустил свой знаменитый труд «Диалоги о двух главнейших системах мира, птолемеевой и коперниковой» (1632 г.). Хотя цензура разрешила публикацию «Диалога», очень скоро римский папа Урбан VIII счёл книгу еретической, и Галилей предстал перед судом инквизиции. В 1633 году он был вынужден публично отречься от своих взглядов.
Суд над Галилеем оказал негативное воздействие и на развитие науки, и на авторитет католической церкви. Рене Декарт был вынужден отказаться от опубликования своего труда о системе мира, Жиль Роберваль и Исмаэль Буллиальд отложили публикацию уже готовых трудов. Многие учёные воздерживались от выражения их действительных мнений, опасаясь преследования инквизицией, в их числе, вероятно, Джованни Борелли и Пьер Гассенди. Некоторые другие астрономы (в основном иезуиты, в их числе Риччиоли) искренне считали, что церковный запрет гелиоцентризма является решающим аргументом в пользу геоцентризма, перевешивающим все научные аргументы; можно полагать, что если бы этого запрета не было, они внесли бы гораздо больший вклад в развитие теоретической астрономии XVII века.
Во Франции, однако, запрет гелиоцентрической системы не был ратифицирован, и она постепенно распространялась среди учёных. В XVIII веке церковный запрет соблюдался в основном учёными-священниками. Например, влиятельный физик-атомист Руджер Бошкович, исследуя движение кометы с гелиоцентрических позиций, в предисловии к статье сделал оговорку: «Полный уважения к Священному Писанию и к декретам Святой инквизиции, я считаю Землю неподвижной. Однако для простоты объяснения я буду рассуждать, как будто она обращается, потому что доказано, что в обеих гипотезах видимые явления подобны». Даже в 1760 году, когда два монаха, Жакье и Лесёр (Thomas Leseur), опубликовали французский перевод «Начал» Ньютона, они добавили собственное заверение, что переводчики не разделяют заблуждений Ньютона и «следуют постановлениям, изданным верховными первосвященниками против движения Земли». Только в 1822 году папа Пий VII отменил церковный запрет коперниканства, а из Индекса запрещённых книг труды гелиоцентристов были вычеркнуты лишь в 1835 году.

### Протестанты
Ещё при жизни Коперника вожди протестантов Лютер, Меланхтон и Кальвин выступили против гелиоцентризма, заявляя, что это учение противоречит Священному Писанию. Мартин Лютер, например, сказал в адрес Коперника в частной беседе:
Этот безумец хочет перевернуть с ног на голову всю астрономическую науку, но Священное Писание говорит нам, что Иисус Навин приказал остановиться Солнцу, а не Земле.
На вопросы о совместимости гелиоцентрической системы с Писанием вынужден был отвечать лидерам протестантских общин Иоганн Кеплер.
Тем не менее, в протестантских странах обстановка была гораздо более либеральной, чем в католических, особенно в Британии. Определённую роль здесь, возможно, сыграло противостояние католикам, а также отсутствие у протестантов единого религиозного руководства. В результате именно протестантские страны (наряду с Францией) стали лидерами научной революции XVII века.

### Православие
В России о гелиоцентрической системе впервые узнали в 1657 году, когда монах Епифаний Славинецкий перевёл на русский язык Космографию Иоганна Блау, где излагались как геоцентрическая система, так и система Коперника. В 1670-е годы появился русский перевод «Селенографии» Яна Гевелия, в которой уже ясно аргументировались преимущества гелиоцентризма. До 1740-х годов официальных протестов со стороны церковных властей не было. Положение изменилось в период правления императрицы Елизаветы (1741 год), когда Святейший синод был возмущён переводом книги Фонтенеля «Разговоры о множестве миров». В 1756 году в докладе царице синод потребовал запрещения по всей империи книг, «противных вере и нравственности… дабы никто отнюдь ничего писать и печатать как о множестве миров, так и о всём другом, вере святой противном и с честными правилами несогласном»; список таких сочинений прилагался, в нём, помимо прочих, был отмечен журнал Петербургской академии наук. М. В. Ломоносов противостоял этому давлению и сумел организовать второе издание книги Фонтенеля (1761 год, незадолго до кончины Елизаветы)
.
Начиная с периода правления Екатерины II (1762) ограничения на пропаганду коперниканства были сняты, гелиоцентризм вошёл в школьные учебники, а открытые выступления духовенства против этой системы мира прекратились. После Отечественной войны 1812 года, в связи с общим религиозным подъёмом, в России появилось несколько антикоперниканских сочинений, однако серьёзных последствий они не имели. Например, в 1815 году c одобрения цензуры был издан анонимный трактат «Разрушение коперниковой системы», в котором автор называл гелиоцентрическую систему «ложной системой философической» и «возмутительным мнением».
Но были и те, кто разделял гелиоцентризм, например, св. Иоанн Кронштадтский, который писал: «С крайним благоговением произноси имя Иисуса Христа, Сына Божия, Который… создал землю, способную круговращаться с лёгкостью воздушного пузыря около столь громадного светила, как солнце». Другой церковный деятель, святитель Феофан Затворник, утверждал: «Стоит солнце посреди, а вокруг него ходят все планеты наши, все тяготеют к нему и все непрестанно обращены к нему какою-либо стороною».
Представители Русской православной старообрядческой церкви выступали с критикой гелиоцентрической системы мира вплоть до начала XX века. Старообрядческий епископ Уральский Арсений (Швецов) в письме от 21 марта 1908 г. советовал учителям при ознакомлении учеников с системой Коперника не придавать ей «безусловной справедливости», а преподавать её «как баснь какую». В 1914 году была опубликована книга старообрядческого священника из Нижегородской губернии Иова Немцева «Круг земли неподвижен, а солнце ходит», в котором система Коперника «опровергалась» с помощью традиционных цитат из Библии.

### Иудаизм
Появление системы Коперника не встретила особенно ярого сопротивления у иудеев, поскольку у них система Птолемея и философия Аристотеля никогда не вводились в догмат, а, наоборот, встречали сопротивление. Первые иудейские авторы после Коперника относятся к нему с симпатией: Йехуда́ Ли́ва бен Бецале́ль, Давид Ганс и Йосеф Дельмедиго. Последующая иудейская литература XVIII века в массе положительно относится к гелиоцентрической системе: рабби Ионатан бен Йосеф из Рожаны, Исраэль Галеви, Барух бен Яаков Шик.
Впрочем, по мере осознания того, что система Коперника противоречит не только Птолемею, но и Талмуду и простому смыслу Библии, у системы Коперника появлялись противники. Например, рабби Тувия Акоэн из Метца называет Коперника «первенцем сатаны», так как он противоречит стихам из Экклезиаста: «А земля стоит вовек» (Екк. 1:4).
В более позднее время прямые нападки на гелиоцентрическую систему у иудеев практически не наблюдаются, но периодически высказываются сомнения, насколько можно верить науке вообще и гелиоцентрической системе в частности. В некоторых источниках XVIII и XIX веков встречаются сомнения, действительно ли Земля шар в смысле Аристотеля.
В настоящее время агрессивным сторонником геоцентрической системы в иудаизме является движение Хабад.

## В художественной литературе и искусстве
Для аргументации своих взглядов гелиоцентристы использовали и художественные произведения. Сирано де Бержерак в фантастической дилогии «Иной свет. Государства и империи Луны» (1650, опубл. в 1657) писал:

Самый здравый смысл говорит за то, что Солнце помещается в центре вселенной, ибо все тела, существующие в природе, нуждаются в его животворном огне… Было бы одинаково смешно думать, что это великое светило станет вращаться вокруг точки, до которой ему нет никакого дела, как было бы смешно предположить при виде жареного жаворонка, что вокруг него вертелась печь.

М. В. Ломоносов изложил эту же тему в иронической басне:
   Случились вместе два Астронома в пиру

   И спорили весьма между собой в жару.

   Один твердил: Земля, вертясь, круг Солнца ходит;

   Другой, что Солнце все с собой планеты водит.

        Один Коперник был, другой слыл Птоломей.

        Тут повар спор решил усмешкою своей.

        Хозяин спрашивал: «Ты звезд теченье знаешь?

        Скажи, как ты о сем сомненье рассуждаешь?»

   Он дал такой ответ: «Что в том Коперник прав,

   Я правду докажу, на Солнце не бывав.

   Кто видел простака из поваров такова,

   Который бы вертел очаг кругом жаркова?»
Ряд книг и кинофильмов посвящены жизни основоположника гелиоцентрической системы — Николая Коперника и её сторонников Джордано Бруно и Галилео Галилея.
Становлению гелиоцентризма посвящён альбом Heliocentric немецкой рок-группы «The Ocean».

## Значение гелиоцентризма в истории науки
Гелиоцентрическая система мира, выдвинутая в III веке до н. э. Аристархом и возрождённая в XVI веке Коперником, позволила установить параметры планетной системы и открыть законы планетных движений. Обоснование гелиоцентризма потребовало создания классической механики и привело к открытию закона всемирного тяготения. Гелиоцентризм открыл дорогу звёздной астрономии (звёзды — далёкие солнца) и космологии бесконечной Вселенной. Научные споры вокруг гелиоцентрической системы способствовали демаркации науки и религии, благодаря чему доводы, основанные на Священном Писании, перестали восприниматься как аргументы в научной дискуссии.